# Torneo Nacional de Ascenso 1997-98
La temporada 1997-98 del Torneo Nacional de Ascenso fue la sexta edición del torneo argentino de segundo nivel para equipos de baloncesto creado en 1992.
El campeón fue Libertad de Sunchales, que derrotó en la final a SIDERCA de Campana y obtuvo el ascenso directo. Por su parte, el equipo campanense disputó un repechaje ante Belgrano de San Nicolás por una plaza en la siguiente Liga Nacional, lugar que quedó en manos del equipo de la máxima división.
Respecto a la temporada pasada Echagüe de Paraná ocupó la plaza de Santa Paula de Gálvez.

## Equipos participantes
| Club                        | Procedencia                         | Estadio                     |
| SIDERCA                     | Campana, Buenos Aires               |                             |
| San Andrés                  | Malaver, Buenos Aires               |                             |
| La Unión                    | Colón, Entre Ríos                   | Estadio Carlos Delasoie     |
| Echagüe                     | Paraná, Entre Ríos                  | Estadio Luis Butta          |
| Gimnasia y Esgrima          | La Plata, Buenos Aires              | Polideportivo Víctor Nethol |
| Independiente               | Neuquén, Neuquén                    | Estadio La Caldera          |
| Ben Hur                     | Rafaela, Santa Fe                   |                             |
| Estudiantes                 | Santa Rosa, La Pampa                |                             |
| Central Entrerriano         | Gualeguaychú, Entre Ríos            | Estadio José María Bértora  |
| Universidad de Buenos Aires | Ciudad de Buenos Aires              |                             |
| Instituto                   | Córdoba, Córdoba                    | Gimnasio Ángel Sandrín      |
| Libertad                    | Sunchales, Santa Fe                 | El Hogar de los Tigres      |
| Newell's Old Boys           | Rosario, Santa Fe                   | Estadio Claudio Newell      |
| Unión Gimnástica Sokol      | Presidencia Roque Sáenz Peña, Chaco |                             |
| Lanús                       | Lanús, Buenos Aires                 | Microestadio Antonio Rotili |
| Racing Club                 | Avellaneda, Buenos Aires            |                             |

## Posiciones finales
| Equipo | Equipo                      |
| ------ | --------------------------- |
| 1.°    | Libertad                    |
| 2.°    | SIDERCA                     |
| 3.°    | Estudiantes (Santa Rosa)    |
| 4.°    | Newell's Old Boys           |
| 5.°    | Gimnasia y Esgrima La Plata |
| 6.°    | La Unión (Colón)            |
| 7.°    | San Andrés (Malaver)        |
| 8.°    | Echagüe                     |
| 9.°    | Ben Hur                     |
| 10.°   | Unión Gimnástica Sokol      |
| 11.°   | Racing Club (Avellaneda)    |
| 12.°   | Central Entrerriano         |
| 13.°   | Instituto                   |
| 14.°   | Lanús                       |
| 15.°   | Universidad de Buenos Aires |
| 16.°   | Independiente (Neuquén)     |

|  | Ascenso a la Liga Nacional. |
|  | Descenso a la Liga "B".     |

## Final por el ascenso
|             | Libertad | 79–77 | SIDERCA |                     |  |  |
|             |          |       |         |                     |  |  |
|             |          |       |         | Pabellón: Sunchales |  |  |
| serie 1 - 0 |          |       |         |                     |  |  |
|             |          |       |         |                     |  |  |

|             | Libertad | 67–65 | SIDERCA |                     |  |  |
|             |          |       |         |                     |  |  |
|             |          |       |         | Pabellón: Sunchales |  |  |
| serie 2 - 0 |          |       |         |                     |  |  |
|             |          |       |         |                     |  |  |

|             | SIDERCA | 75–64 | Libertad |                   |  |  |
|             |         |       |          |                   |  |  |
|             |         |       |          | Pabellón: Campana |  |  |
| serie 1 - 2 |         |       |          |                   |  |  |
|             |         |       |          |                   |  |  |

|             | SIDERCA | 72–69 | Libertad |                   |  |  |
|             |         |       |          |                   |  |  |
|             |         |       |          | Pabellón: Campana |  |  |
| serie 2 - 2 |         |       |          |                   |  |  |
|             |         |       |          |                   |  |  |

|             | Libertad | 79–76 | SIDERCA |                     |  |  |
|             |          |       |         |                     |  |  |
|             |          |       |         | Pabellón: Sunchales |  |  |
| serie 3 - 2 |          |       |         |                     |  |  |
|             |          |       |         |                     |  |  |